# 席式
席式（？—？），字竺來，陝西西安府咸寧縣人，清朝政治人物。

## 生平
順治五年（1648年）戊子科陝西鄉試舉人，六年（1649年）己丑科進士。授建始縣知縣，改重慶府推官，調保寧府推官，十一年（1654年）升保寧府同知，十六年（1659年）改兩浙鹽運使，康熙七年（1668年）升福建按察使，十二年（1673年）升四川布政使。